# Sortbroget Dansk Malkerace
Sortbroget Dansk Malkerace (SDM) eller Dansk Holstein (DH) er en dansk malkekvægsrace baseret på Holstein-Frieser. Racen stammer oprindeligt fra Nederland, Nordtyskland og Jylland. Racens beslægtede forgænger blev indtil 1949 kaldt Jysk Kvæg.

## Karakteristika
Kvæget er ca. 135 cm højt og vejer 600-650 kg Racen er, som navnet siger, sortbroget, og mulen er oftest mørk. Det er ret kraftige køer med et rummeligt midtstykke, stærk og muskuløs ryg, bredt, regelmæssigt firsidet og ret fladt kryds, dybe og brede lår og et veludviklet yver med middelstore patter.

## Ydelse
Kvægracen Dansk Holstein er en kraftig malkerace, hvor der i avlsarbejdet er lagt vægt på kødproduktionen udover produktionen af mælk.
I 2010-11 var der i alt i Danmark 371.467 årskøer af racen Dansk Holstein med en gennemsnitlig årsydelse på 9.419 kg mælk.